# Col du Bois-Clair
Le col du Bois-Clair est un col routier situé en France. Il est situé au nord-est du Massif central, en Saône-et-Loire dans les monts du Mâconnais, à une altitude de 394 mètres.

## Histoire
Le 11 août 1944, les 2 000 soldats Allemands de Mâcon reçoivent l'ordre de détruire le foyer de Résistance autour de Cluny. L'affrontement a lieu au col : les Résistants réussissent à barrer l'accès à la ville par les tunnels de chemins de fer. La ville est alors bombardée deux fois ce jour-là, sans succès. Partiellement détruite, Cluny devient alors la première ville libérée en Saône-et-Loire.

## Tunnel
Le tunnel du Bois-Clair passe sous le col. Ancien tunnel ferroviaire, il est aujourd'hui emprunté par une voie verte.

## Activités

### Cyclisme
Le col, classé en 4e catégorie (2,7 km à 3,7 %), est emprunté au km 138,2 par la 5e étape du Critérium du Dauphiné 2022 entre Thizy-les-Bourgs et Chaintré.
En 2024, le col est au programme de la 6e étape du Tour de France. Le Danois Jonas Abrahamsen, porteur du maillot à pois, le passe en tête.